# Isopterygium hookeriophilum
Isopterygium hookeriophilum är en bladmossart som beskrevs av Brotherus 1908. Isopterygium hookeriophilum ingår i släktet Isopterygium och familjen Hypnaceae. Inga underarter finns listade i Catalogue of Life.